# كارلتون فريدريكس
كارلتون فريدريكس (بالإنجليزية: Carlton Fredericks) هو مقدم برامج إذاعية واخصائي تغذية أمريكي، ولد في 23 أكتوبر 1910، وتوفي في 28 يوليو 1987.